# Balzar (canton)
Pour l’article homonyme, voir Balzar.
Balzar est un canton d'Équateur situé dans la province de Guayas.